# 开牙克巴什河
开牙克巴什河，位于中华人民共和国新疆维吾尔自治区克孜勒苏柯尔克孜自治州阿克陶县西北部地区的一条河流，是盖孜河主源木吉河左岸支流，发源于萨雷阔勒岭东北坡缺力卡尔地冰川区，向东北流9千米后转东南流，果布拉克村流入沼泽湿地极为发育的木吉盆地，于木吉乡政府驻地东北约4千米处于喀拉足克沟和阿拉木特河汇合，形成木吉河。河长39千米，流域面积422平方千米，年均径流量约0.8亿立方米。